# Blepharita picticollis
Blepharita picticollis là một loài bướm đêm trong họ Noctuidae.